# Nervo cutaneo posteriore del femore
Il nervo cutaneo posteriore del femore (o cutaneo posteriore della coscia) è un nervo sensitivo che origina dal plesso sacrale. È formato da fibre provenienti da S1, S2 ed S3.

## Territorio di innervazione
Il nervo innerva la regione glutea inferiore, la regione perineale, la cute posteriore della coscia e la cute che ricopre la cavità poplitea.

## Decorso
Il nervo nasce con tre radici, derivate dai primi tre nervi sacrali, che si uniscono dietro al nervo ischiatico. Esce dalla cavità pelvica attraverso il grande forame ischiatico, passando al di sotto del muscolo piriforme. Decorre verso il basso, prima coperto dal grande gluteo e poi in posizione superficiale nell'interstizio fra i muscoli bicipite e semitendinoso. Termina a livello della regione poplitea.
Durante tutto il suo decorso, emette rami destinati alle regioni da esso innervate.